# Zynchro
株式会社Zynchroは、東京都渋谷区広尾に本社を置く日本の声優事務所。
社名の「読み方」は「ジンクロ」、ドイツ語のSynchronsprecher (声優)あるいはSynchron（シンクロ）をもじったものと考えられる。

## 概要
声優の柿原徹也により設立され、当初は個人事務所だったが、現在では複数の声優が加入している。

## 所属声優

### 男性
- 柿原徹也（代表）
- KENN

### 女性
- 金田アキ
- 石川志織
- 泊明日菜

## かつて所属していた声優
- 谷口悠（引退）